# Nadané dítě
Pojem nadané dítě (anglicky gifted child) obecně odkazuje k dítěti s vysokou inteligencí, vysokým stupněm talentu a nadání. Neexistuje ale žádná obecně platná definice, která by pojem nadané dítě definovala. Jeden z přístupů popisuje termín „nadaný“ jako jednotlivce oplývajícího vynikajícím nadáním či schopností v jedné či více oblastech. Existují i další definice, v českém prostředí například ta, že pokud bychom chtěli definovat nadaného člověka, poukázali bychom na jeho úspěchy ve školním prostředí, nebo na mimořádné hudební či sportovní výsledky. Specifika výchovy nadaných dětí jsou předmětem zkoumání v oblasti pedagogiky.

## Modely nadání
- Renzulliho třífaktorový model: u nadaného jedince se prolínají tři soubory vlastností: nadprůměrné schopnosti, angažovanost v úkolu a tvořivost (kreativita). Jako nadprůměrnou schopnost označuje obecnou schopnost získávat informace, následkem čehož vznikají odpovídající adaptivní reakce jedince na nové situace. Angažovanost v úkolu představuje formu motivace zaměřenou na problém. Posledním faktorem je tvořivost, která zahrnuje originální, divergentní myšlení.[3] Tento model je dosud tím nejznámějším a nejvýznamnějším.
- Mönksův vícefaktorový model: rozvinul Renzulliho třífaktorový model, kdy ke třem faktorům nadání (nadprůměrné schopnosti, angažovanost v úkolu, tvořivost) přidal další faktory sociálního prostředí (vliv rodin či vrstevníků).[4]
- Gagného diferenciovaný model talentu a nadání: klade důraz na rozlišení mezi talentem a nadáním. Tento model předpokládá, že nadání zahrnuje nesystematicky rozvíjené schopnosti, zatímco talent představuje systematicky rozvíjené schopnosti.[4]

## Typické projevy nadaných dětí
Mezi typické projevy, podle kterých můžeme poznat nadané dítě, patří vysoká inteligence (IQ dítěte převyšující hodnotu 110), většina dětí ovšem vykazuje mimořádný talent pouze v jedné oblasti, udává se proto doporučení neopírat se o celkové skóre IQ, ale naopak se zaměřit na dílčí složky inteligence.
Mezi typické projevy v oblasti poznávání patří:
- bohatá slovní zásoba: tuto charakteristiku můžeme pozorovat již od 1. roku dítěte. Děti jsou brzy schopné konstruovat složité věty i používat gramatická pravidla. Často dochází k paradoxu, kdy dítě není schopno komunikovat se svými vrstevníky z důvodu, že ti ještě nedosáhli jeho komunikační úrovně a je pro ně problém nadanému dítěti porozumět.
- čtení již od raného věku: schopnost číst před 4. rokem často značí výjimečné rozumové nadání.
- řada zájmů: zájmy nadaných dětí se často významně odlišují od zájmů jejich vrstevníků. U nadaných dětí můžeme pozorovat zájmy jako čtení encyklopedií a knih, prohlížení atlasů, zájem o vesmír, o historii atd.
- spojování zdánlivě nesmysluplných věcí do smysluplného celku: tato schopnost může mít různé projevy, dítě například může konstruovat stavby pomocí neobvyklých předmětů, či psát své vlastní příběhy a vytvářet si svůj vlastní časopis.
- čas rádi tráví se staršími kamarády či s dospělými: nadané dítě si většinou nerozumí se svými vrstevníky, a proto si hledá kamarády mezi staršími lidmi.
- výborná schopnost koncentrace pozornosti.[6]

Je ovšem nutné říci, že ne všechny nadané děti poznáme dle výše jmenovaných charakteristik. Každé dítě je individuální a u některého jeho schopnosti například ještě nemusí být plně rozvinuty.

## Typologie nadaných dětí
- Úspěšné nadané dítě je dítě, které se dobře učí, má samé jedničky, nemá problémy v chování a je schopno velmi dobře komunikovat a jednat s dospělými jedinci.
- Vysoce tvořivé nadané dítě je dítě, které má vysokou tvořivost a chce velmi často experimentovat, měnit školní pravidla, jelikož se těžce přizpůsobuje pevnému školnímu systému. Toto dítě se špatně ovládá a je konfliktní.
- Nadané dítě maskující své schopnosti je dítě, které si zakládá na sociálním přijetí svých vrstevníků. Má velmi nízké sebevědomí a sebehodnocení a z toho důvodu si neuvědomuje své nadprůměrné schopnosti.
- „Ztroskotalé“ nadané dítě je dítě, které je neustále v opozici a protestuje proti dospělým. S tímto dítětem je těžká komunikace. Má snížené sebevědomí a velmi často v hodinách vyrušuje.
- Nadané dítě s určitou vývojovou poruchou je dítě, které je nadané, ale přes svoji specifickou poruchu nevykazuje výsledky, které by odpovídaly jeho nadání a to proto, že jeho porucha vystupuje natolik do popředí, že zastiňuje latentní nadání. Často je hodnoceno jako průměrnými nízké sebevědomí a neumí pracovat pod časovým tlakem.[7]

## Rozdíly mezi bystrým a nadaným dítětem
Je důležité si uvědomit rozdíly mezi bystrým dítětem a nadaným dítětem. Následující tabulka nám podává jasný přehled těchto rozdílů.
| Bystré dítě                               | Nadané dítě                              |
| Umí odpovídat                             | Klade další otázky                       |
| Zajímá se                                 | Je zvědavé                               |
| Má dobré nápady                           | Má neobvyklé nápady                      |
| Odpovídá na otázky                        | Zajímají jej detaily                     |
| Je vůdcem skupiny                         | Je samostatné, často pracuje samo        |
| Jednoduše se učí                          | Většinu už zná                           |
| Je oblíbeno mezi vrstevníky               | Víc mu vyhovuje společnost starších dětí |
| Chápe význam                              | Dělá závěry                              |
| Přijímá informace                         | Využívá informace                        |
| Je vytrvalé při sledování                 | Sleduje pozorně                          |
| Je spokojené s vlastním učením a výsledky | Je velmi sebekritické                    |

## Metody sloužící k odhalení nadání
K odhalení nadání většinou slouží psychometrický test (nebo testy) administrovaný kvalifikovaným psychologem. Výsledky testu dítěte jsou porovnány s výsledky jemu odpovídající skupiny dětí (věkem, pohlavím atd.). Správná identifikace nadaného dítěte je sice poměrně složitá, ale zároveň velice důležitá. Méně zkušený učitel totiž může mít problémy s rozpoznáním nadaného dítěte a toto dítě se poté ve škole může vlivem podhodnocených nároků nudit a vyrušovat ve třídě.

## Identifikace nadaných dětí
Identifikace slouží k vyhledávání nadaných dětí, která by měla být rozdělena do několik etap:
1. Navržení na základě výsledků testu - dítě může být zařazeno mezi nadané po absolvování standardizovaného inteligenčního nebo výkonnostního testu.
2. Navržení učitelem - po prvním kroku by měla následovat konzultace s učitelem, který žáka dobře zná (např. třídní učitel).
3. Alternativní cesty - do této etapy patří nominace dalšími blízkými osobami nebo samotným sledovaným dítětem. Může být použit test kreativity, alternativní psycho fyziologické měření, rozbor žákových prací, posouzení chování.
4. Závěrečný krok - tato etapa ubezpečuje ve správnosti určení nadání dítěte. Spadají sem zejména návrhy ostatních učitelů, případně další alternativní cesty.[10]

## Spojení nadání a handicapu
Výjimečné nadání dítěte nemusí být patrné na první pohled. Často se naopak skrývá za tzv. dvojí výjimečností, která značí spojení nadání a handicapu. Nejčastěji se jedná o ADHD, tedy poruchu pozornosti s hyperaktivitou, autismus, dyslexii apod. Tyto poruchy jsou problémem zejména proto, že zkreslují školní výsledky dítěte, a proto je pak často problémem nadané dítě rozpoznat. U těchto dětí, kteří bývají také označováni jako „paradoxní žáci“, je tedy nutná cílená psychologická diagnostika a školní opatření, aby se tak umožnila odpovídající náprava handicapu a optimální rozvoj schopností.
Dané problematice se ve svém výzkumu věnuje také Heider, z jehož výsledků vyplývá, že téměř u třetiny nadaných chlapců byly pozorovány znaky nerovnoměrného vývoje, což je výrazně více oproti nadaným děvčatům.

## Nadané dítě a vrstevníci
Jako důležitý předpoklad pro rozvoj dítěte považujeme rovněž sociální dimenzi. Studie Šafářové a Širůčka ukazuje, že nadané děti vykazují nadprůměrnou citlivost, samostatnost a nekonformnost, tedy vlastnosti, které mohou implikovat sníženou dovednost hladce navazovat vztahy s vrstevníky. Heider ve výsledcích svého výzkumu uvádí, že nadaní chlapci jsou přijímání kolektivem méně než nadaná děvčata. Chlapci jsou v kolektivu také mnohem méně spokojení. Mnohé nadané děti mají tendenci opakovaně a intenzivně organizovat lidi a věci. Často také vymýšlejí vlastní hry a pokouší se organizovat ostatní spoluhráče. Častým důsledkem tohoto chování nadaných dětí jsou tenze mezi nimi a vrstevníky a neoblíbenost nadaných dětí v širším kolektivu.

## Rodina a nadané dítě
Rodinné zázemí představuje jeden z klíčových vlivů na život dítěte. Nadané děti pocházejí častěji z rodin, kde se již nadání v určité podobě vyskytlo, zároveň ale nelze tento jev s jistotou přisoudit jen biologickým nebo jen sociálním souvislostem. Průměrný věk, kdy dochází ke zjištění nadání, jsou necelé 3 roky. Rodina, v níž se vyskytoval jedinec s nadprůměrnými schopnostmi, má dříve tendenci tento jev identifikovat také u svých potomků.
Rodiny ve vztahu k nadanému dítěti můžeme dělit na dva typy:
1. Rodina akcentující nadání dítěte (cca dvě třetiny)
- většinou má zkušenost s nadaným jedincem v širší rodině
- identifikuje nadání dítěte dříve prostřednictvím členů rodiny
- je orientována na poznání a dobré vztahy v rodině
- přijímá nadání dítěte a hodlá je rozvíjet

2. Rodina bez vyhraněného vztahu k poznání (cca jedna třetina)
- většinou nemá zkušenost s nadaným jedincem v širší rodině
- identifikuje nadání dítěte později, často prostřednictvím pedagogických a poradenských pracovníků
- je orientována více na úspěch a kariéru („praktické" dovednosti)
- k nadání dítěte nemá vyhraněný postoj [13]

## Možné problémy nadaných dětí
Kromě výše zmíněného problému týkající se zapadnutí do kolektivu vrstevníku mohou nadané dítě potkat i další potíže. Jednou z nich může být vnitřní asynchronie, kdy dítě přesně ví, co chce například nakreslit, jeho motorické schopnosti ale ještě nejsou dostatečně vyvinuty, a proto mu danou věc neumožňují. U nadaných dětí bývá často pozorován rovněž zvýšený sebekritismus a perfekcionismus.

## Metody vzdělávání nadaných dětí v pedagogice
Existují dvě hlavní metody vzdělávání nadaných dětí:
Akcelerace neboli urychlování vzdělávacího procesu znamená, že dítě postupuje školními osnovami mnohem rychleji něž běžné dítě. Může přeskočit některý ročník, nebo zahájit povinnou školní docházku dříve.
Obohacování je v podstatě opak akcelerace. Dítě navštěvuje běžnou třídu, ale probírá značně rozšířenou látku. Cílem obohacování je prohloubit, rozšířit a obohatit učivo o další informace. 